# Greedy Invalid
Greedy Invalid je česká roková kapela působící od roku 1994. Kapela označuje žánr který hraje jako melancholic gothic rock.

## Historie skupiny
Formace působící na české hudební scéně od roku 1994. Raná éra kapely byla významná vydáním tří demosnímků Moan (1996), The Cold of Past (1998) a Game is Drawn (2000), s velmi různorodými sestavami a teprve se utvářejícím stylem. Zúčastnili se také několikrát soutěže Rock made in Gambrinus a dostali se do semifinále i finále
Novodobé dějiny kapely začínají s vydáním prvního alba Lost Letter v roce 2002, na kterém se poprvé objevuje charismatický a charakteristický hlas vokalisty Storma. Sestavu doplňovali kytaristé Smrk a Marek, baskytaristka Katka a bubeník Dave. Album bylo směsí rocku a doom metalu a ukázalo další směřování kapely.
Na následném albu Meaning of Life z roku 2005 si na bubenickou stoličku sedla poprvé Mercy a už na ní zůstala. Kapela také natočila videoklip k písni „Sarcastic“, který běžel na Óčku a vydala se na první klubové turné. Kvůli studiu však opouští kapelu baskytaristka Katka a na její místo přichází Kurt, v kapele již známý, díky dřívějším záskokům za Katku. Při práci na novém albu se ke kapele přidává nová tvář, klávesistka Catherine.
V sestavě Storm-zpěv, Smrk-kytara, Marek-kytara, Catherine-klávesy, Kurt-baskytara a Mercy-bicí nahráli v roce 2007 průlomové album Dancing Little Flames. Písně s nemalými hitovými ambicemi tvořili především kytaristé Smrk a Marek, textová stránka je zcela v režii Storma.[zdroj?] Vznikly také klipy k „Sand Castle“ a k „Dancing Little Flames“.
V roce 2009 se kapela rozloučila s Markem a dále pokračovala bez jedné kytary, zato výrazně podladěná a v této sestavě pokračovala v koncertování a vydala dvouskladbové EP A Distant World. EP obsahovalo skladby Wings Of The Dove a poprvé v historii česky zpívanou skladbu Tisíc. Začátkem roku 2010 vydala kapela album Anna, na kterém se představuje v perfektní formě a pokračuje v trendu, který nastolila na předchozím albu Dancing Little Flames i EP A Distant World. Na albu se objevují skladby zpívané anglicky i česky včetně obou skladeb z EP A Distant World. Na podporu alba vyráží na Anna tour. Mění se sestava a od basy odchází Kurt a přichází Michael. Ve stejné době oznámila svůj odchod bubenice Mercy. Na její místo, po dlouhém hledání, přichází bubeník Michal. S kapelou však odehraje jen pár koncertů a rozhodne se zůstat ve své původní kapele Demiurg. Za bicí tak usedá Georg.

## Zajímavosti
Kapela pořádá každoročně rockový festival REDfest v Novém Jičíně, kde vystoupili Rybičky 48, Crashpoint, HC3, Silent Stream Of Godless Elegy či Dark Gamballe.

## Diskografie
- Moan (demo), 1996
- Cold of Past (demo), 1998
- Game is Drawn (demo), 2000
- Lost Letter, 2002
- Meaning of Life, 2005
- Dancing Little Flames, 2007
- A Distant World (EP), 2009
- Anna, 2010
- The End, 2013